# Sh2-54
ش2-54 (Sh2-54)سديم مشرق ممتد في كوكبة الحية.
ينتمي إلى امتداد سديمي يشمل أيضا سديمي النسر وأوميغا. تشكل نجوم هذه المنطقة النجوم الصغيرة العهد  الحية OB1 و الحية OB2.

## وصلات خارجية
- - كتالوج شاربليس (Sharpless) (من 51 إلى 60) على موقع Sky-Map.org.
- منطقة تشكيل نجوم أفيدوسوفا - خريطة المجرة

الإحداثيات:  18س 17د 53ث، −11° 40′ 58″